# Kumari Dewi

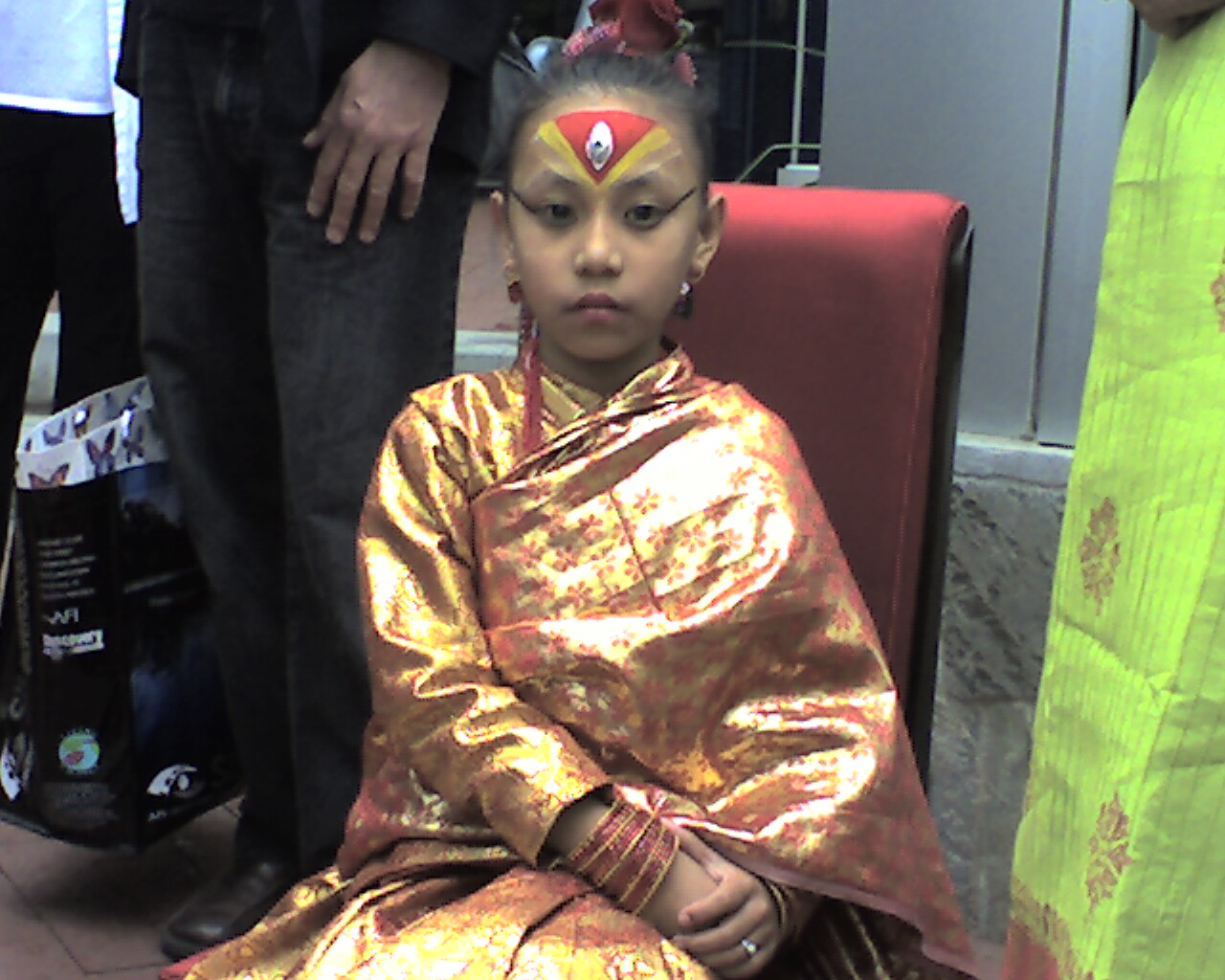
Sadźani Śakja, Kumari z Bhaktapuru

Kumari lub Kumari Dewi – nepalska żyjąca bogini (dewi). Słowo „kumari” w języku nepali znaczy „dziewica”, było też stosowane jako imię Durgi jako dziecka. Kumari to dziewczynka, która nie weszła jeszcze w okres dojrzewania, pochodząca z kasty śaków nepalskiego ludu Newarów, specjalnie wybrana i uznawana za inkarnację bogini Taledźu. Kumari jest czczona przez nepalskich hinduistów i część buddystów, choć nie przez buddystów tybetańskich.
W Nepalu jest kilka Kumari, czasem nawet więcej niż jedna w jednym mieście. Najbardziej znana jest jednak „Kumari królewska” z Katmandu, zamieszkująca pałac Kumari Ghar w centrum miasta. Proces selekcji Kumari z Katmandu jest szczególnie rygorystyczny. Obecnie tytuł „bogini Kumari” posiada Trishna Shakya, która została wybrana w 2017 roku.
Jest to siostra poprzedniej Kumari.
Wyznawcy wierzą, że Kumari jest wcieleniem bogini Taledźu aż do pierwszej miesiączki, kiedy bogini opuszcza jej ciało. Wierzy się także, że poważna choroba dziewczynki lub strata dużej ilości krwi także jest znakiem, że bogini ją opuściła.

## Historia
Mimo że sam nepalski kult Kumari nie jest bardzo dawny – pochodzi z XVII wieku – kumaripudźa, tradycyjny kult dziewic, jest prastary. Istnieją dowody, że istniał on w Indiach od tysięcy lat – wydaje się, że dotarł on do Nepalu w VI w. Istnieją także źródła pisane mówiące o selekcji, kulcie i specjalnym makijażu i stroju Kumari pochodzące z XIII w.
Istnieją legendy o tym, jak rozpoczął się współczesny kult Kumari. 
- Większość z nich mówi o czasach Dźajaprakaśa Malli, ostatniego władcy z dynastii Mallów władającej Nepalem między XII a XVII wiekiem. Według najbardziej popularnej z nich, gdy pewnego razu późną nocą władca grał w tripasę (rodzaj gry w kości) z boginią Taledźu, patronką jego dynastii, w pobliżu królewskich komnat pojawił się czerwony wąż. Władca wpadł w zachwyt nad pięknością bogini i zdał sobie sprawę, że przewyższa ona urodę jego własnej żony.

Bogini rozpoznała miłosne myśli władcy. Wstała nagle, skarciła jego pożądliwość i ogłosiła, że jeśli ktokolwiek w przyszłości ją ujrzy, to tylko w postaci młodego dziewczęcia z dźati (kasty) Śaków. Król miał nadzieję na poprawę nadszarpniętych relacji ze swoją patronką, opuścił więc pałac i udał się na poszukiwanie dziewczęcia, w które wstąpił duch bogini.
Także dziś, kiedy matce przyśni się czerwony wąż, zostaje to uznane za przesłankę, że jej córka może być Kumari królewską. A każdego roku w czasie święta Indradźatra król Nepalu udaje się po błogosławieństwo Kumari królewskiej.
- W innym wariancie legendy o pochodzeniu kultu Kumari główną postacią nie jest Dźajaprakaś, ale jego XII-wieczny przodek Gunkam Dew.
- Istnieją też inne legendy o pochodzeniu kultu Kumari. Według jednej z nich król Dźajaprakaś Malla odbył stosunek seksualny z małą dziewczynką, która w jego rezultacie zmarła. Pogrążonego w poczuciu winy władcę nawiedzały sny, które mówiły mu, że musi odnaleźć każdą dziewczynkę będącą inkarnacją Taledźu. By odkupić swoją winę, musiał odtąd czcić Kumari i każdego roku prosić ją o błogosławieństwo.
- Inna wersja legendy mówi, że za panowania Dźajaprakaśa Malli wygnano z miasta pewną dziewczynkę gdyż obawiano się, że jest ona w mocy bogini Durgi. Gdy o jej losie dowiedziała się nepalska władczyni, wpadła w wielki gniew i zażądała od króla, by sprowadził dziewczynkę i otoczył ją kultem jako żyjące wcielenie Durgi.

## Życie Kumari
Bogini-dziewica musi być wiecznie młoda. Gdy tylko jej ciało zaczyna się starzeć, musi przenieść się do nowego. To samo zachodzi w przypadku ciężkiej choroby. Znakiem, że bogini opuściła ciało dziewczynki, jest także pierwsza menstruacja. Dlatego mniej więcej co dziesięć lat do pałacu Kumari Ghar wprowadza się nowa dziewczynka, wybierana w wieku 4-5 lat wśród kasty Śaków (złotników) ludu Newarów. Oto lista dotychczasowych Kumari z ostatnich lat:
| Imię                 | Miejsce pochodzenia | Czas bycia Kumari | Status rodzinny                      |
| -------------------- | ------------------- | ----------------- | ------------------------------------ |
| Hira Maiya Shakya    | Wotu                | 1922–1923         | mężatka, brak dzieci                 |
| Chini Shova Shakya*  | Lagan               | 1923–1931         | mężatka, dwie córki                  |
| Chandra Devi Shakya* | Asonchuka           | 1931–1933         | mężatka, dwie córki                  |
| Dil Kumari Shakya    | Lagan               | 1933–1942         | mężatka, trzech synów i córka        |
| Nani Shova Shakya    | Ombahal             | 1942–1949         | mężatka, czterech synów i dwie córki |
| Kayo Mayju Shakya*   | Kwahiti             | 1949–1955         | mężatka, syn i córka                 |
| Harsha Laxmi Shakya  | Naghal              | 1955–1961         | mężatka, dwóch synów                 |
| Nani Mayju Shakya    | Naghal              | 1961–1969         | mężatka, syn i dwie córki            |
| Sunina Shakya        | Ombahal             | 1969–1978         | mężatka, syn i córka                 |
| Anita Shakya         | Sikamoobahal        | 1978–1984         | nie wyszła za mąż                    |
| Rashmila Shakya      | Kwahiti             | 1984–1991         | nie wyszła za mąż                    |
| Amita Shakya         | Asanbahal           | 1991–2001         | nie wyszła za mąż                    |
| Preeti Shakya        | Itumbahal           | 2001–2008         | nie wyszła za mąż                    |
| Matina Shakya        | Lagan Bahal         | 2008–2017         | nie wyszła za mąż                    |
| Trishna Shakya       | Lagan Bahal         | 2017-obecnie      | nie wyszła za mąż                    |

Każdorazowo wybór Kumari jest skomplikowanym procesem - prowadzi go komitet składający się z wysokich rangą kapłanów, któremu przewodniczy najwyższy kapłan świątyni Taledźu. Kandydatka musi spełnić surowe wymagania: nie może mieć żadnych skaz ani defektów, musi być urodziwa i zdrowa, dobrze wychowana, a także odważna. Do cech fizycznych, którymi musi cechować się Kumari, należą odpowiedni kształt paznokci, długie palce, płaskie stopy, pierś „podobna do lwiej”, szyja „jak muszla morska”, mały język, czysty i poważny głos, długie rzęsy, połyskująca skóra, sztywne włosy kierujące się na prawo, karnacja przypominająca miąższ figowca bengalskiego ('banianu') i 22 innych cech doskonałości. Odwaga jest szczególnie istotna w końcowym etapie wyboru Kumari, do którego przystępuje dziesięć wyselekcjonowanych wcześniej dziewcząt. Każda z kilkuletnich dziewczynek musi bez płaczu i bez wydania głosu przejść przez ciemną komnatę, w której ulokowano wiele rzeczy wywołujących grozę - ludzi wydających przeraźliwe okrzyki, okrwawione bawole łby, pojawiających się nagle ludzi boleśnie smagających dziewczynkę itp.
Po dokonaniu wyboru odbywa się uroczyste przejście Kumari w lektyce do jej pałacu Kumari Ghar (Kumari Bahal) na placu Basantupur. Przez cały okres mieszkania w pałacu nad Kumari czuwa specjalna piastunka pilnująca, by Kumari nie skaleczyła się – krwawienie spowodowałoby, że dziewczynka musiałaby powrócić do grona śmiertelników. Kumari nie pobiera w tym czasie żadnej nauki (gdyż jako bogini jest wszechwiedząca), nie ma też opieki lekarskiej (jako że bogowie nie chorują). Nie opuszcza swojej rezydencji niemal nigdy – uczestniczy tylko w kilku najważniejszych religijnych uroczystościach, czasem też pokazuje się turystom. Nie ma kontaktu z rówieśnikami, ani nie bawi się. Jako że bogowie nie mogą dotknąć stopami ziemi, zawsze jest noszona.
Obowiązkiem Kumari jest sprawowanie opieki nad królem Nepalu i całą nepalską rodziną królewską – w praktyce ogranicza się to na nakładanie na czoło króla czerwonego znaku tika (nepalskiej formy tilaka) w czasie uroczystości, w zamian za co król daje jej złotą monetę. Zwyczaj ten ma chronić króla przed złymi mocami i zapewniać mu szczęśliwą przyszłość.
Mimo że stosunkowo nowy, obyczaj kultu Kumari wywarł znaczny wpływ na historię polityczną Nepalu. Ostatni z Mallów wprowadził go, by nadać swojej władzy boską legitymizację. Uzyskiwane od bogini błogosławieństwo stanowi bowiem dla hinduistów znak, że postępowanie władcy jest zgodne z wolą bogów, więc słuszne. Mimo opieki Kumari, Dźajaprakaś Malla został obalony w czasie święta Indradźatra przez założyciela nowej dynastii Szachów Prythwinarajana - uczestnicząca w święcie Kumari naznaczyła go wtedy tilaką, co usankcjonowało nową władzę, a Prythwinarajan poprowadził uroczystą procesję.

## Festiwal Indradźatra
Indradźatra jest jednym z głównych świąt związanych z żyjącą boginią. Odbywa się ono na przełomie września i października - jedyny raz w roku Kumari opuszcza wtedy swoją rezydencję na dłużej, przez trzy dni krążąc po ulicach Katmandu. Ten trzydniowy okres nosi nazwę Kumaridźatra. W jego pierwszym dniu król Nepalu przybywa do pałacu Kumari po błogosławieństwo. Spotkanie króla i żyjącej bogini odbywa się w cztery oczy, mimo że na placu Basantpur gromadzą się wtedy tłumy. Po odjeździe króla Kumari zostaje wyniesiona w lektyce ze swojego pałacu i usadowiona na drewnianym wozie. Kapłan składa wtedy ofiarę ze zwierzęcia, mającą na celu ochronienie zgromadzonych przed Bhairabą (szczególnie czczoną w Nepalu formą Śiwy). Krwią zwierzęcia spryskiwany jest drewniany rydwan (wóz) Kumari, podobnie jak środki lokomocji w całym Nepalu.

## Literatura przedmiotu
- Wojciech Giełżyński: Nepal. Horror i sielanka. Wyd. 1. Poznań: Wydawnictwo KURPISZ S.A., 2001, s. 63. ISBN 83-88276-92-1.
- Christian Parma, Andrzej Stachurski: Nepal (album). Wojciech Giełżyński (tekst). Warszawa: Wydawnictwo "Sport i turystyka", 1990, s. 55. ISBN 83-217-2666-6.
- Monika Warneńska: Tam, gdzie bogowie są wiecznie młodzi. Wyd. 1. Warszawa: [KAW], 1984, s. 31-34, seria: Z reporterskich wędrówek. ISBN 83-03-00712-2.
- Nepal. Jolanta Kubiak (tłum.). Wyd. 1. T. 3. Warszawa: Mediaprofit Sp. z.o.o., 2007, s. 89, 167-168, seria: Gazety Wyborczej "Podróże marzeń". ISBN 978-83-60174-63-0.
- Louis Frédéric: Słownik cywilizacji indyjskiej. Przemysław Piekarski (red. nauk.). Wyd. 1. T. 1 1. Katowice: Wydawnictwo "Książnica", 1998, s. 462. ISBN 83-7132-369-7.
- Kumari - żyjąca bogini. W: Lucyna Winnicka: Podróż dookoła świętej krowy. Wyd. 1. Katowice: Krajowa Agencja Wydawnicza, 1986, s. 117-118. ISBN 83-03-01549-4.
- Martyna Wojciechowska: Matina żywa bogini z Nepalu